# 캐시 모리아티
캐시 모리아티(Cathy Moriarty, 1960년 9월 29일 ~ )는 미국의 배우이다.

## 출연 작품
- 패티 케이크$ (2017)
- 어 크라이 프롬 위드인 (2014)
- 고트 (2013)
- 더블: 달콤한 악몽 (2013)
- 엑스트라 맨 (2010)
- 바운티 헌터 (2010)
- 애널라이즈 댓 (2002)
- 레이디와 트램프 2 (2001)
- 프린스 오브 센트럴 파크 (2000)
- 크림슨 코드 (2000)
- 뉴 워터포드 걸 (1999)
- 하지만 나는 치어리더예요 (1999)
- 크레이지 인 알라바마 (1999)
- 글로리아 (1999)
- 꼬마 유령 캐스퍼 3 - 캐스퍼와 웬디 (1998)
- 마이 러브 리키 (1998)
- 아퍼짓 코너스 (1997)
- 휴고 풀 (1997)
- 드림 위드 더 피쉬스 (1997)
- 브라더스 키스 (1997)
- 캅 랜드 (1997)
- 폭스파이어 (1996)
- 파리가 당신을 부를 때 (1995)
- 꼬마 유령 캐스퍼 (1995)
- 해피 투어 (1994)
- 미드나잇 런 - 제1탄 (1994)
- 금고털이와 소년 (1993)
- 마티니 (1993)
- 잠복근무 2 (1993)
- 맘보 킹 (1992)
- 총을 든 내 아내 (1992)
- 스포트라이트 (1991)
- 유치원에 간 사나이 (1990)
- 폐허의 토퍼빌 (1989)
- 이웃 여인 (1981)
- 분노의 주먹 (1980)

### 텔레비전
- 더 데일리 쇼 위드 존 스튜어트 (1996)